# Птах-гончар еквадорський
Птах-гончар еквадорський (Thripadectes virgaticeps) — вид горобцеподібних птахів родини горнерових (Furnariidae). Мешкає в Андах.

## Підвиди
Виділяють шість підвидів:
- T. v. klagesi (Hellmayr & Seilern, 1912) — Прибережний хребет Анд на півночі Венесуели (від Карабобо на схід до Столичного округу);
- T. v. tachirensis Phelps & Phelps Jr, 1958 — Кордильєра-де-Мерида (від Лари до Тачири);
- T. v. magdalenae Meyer de Schauensee, 1945 — Колумбійські Анди (Західний хребет на південь від Чоко, східні схили Центрального хребта в Антіокії і південно-західній Уїлі, Східний хребет в Сантандері);
- T. v. sclateri Berlepsch, 1907 — Західний хребет Колумбійських Анд (від Вальє-дель-Кауки на південь до Нариньйо);
- T. v. virgaticeps Lawrence, 1874 — Західний хребет Еквадорських Анд (від Карчі до Пічинчи);
- T. v. sumaco Chapman, 1925 — Східний хребет Анд на півдні Колумбії та на півночі Еквадору (західне Напо).

## Поширення і екологія
Еквадорські птахи-гончарі мешкають у Венесуелі, Колумбії і Еквадорі. Вони живуть в підліску вологих гірських тропічних лісів Анд. Зустрічаються на висоті від 900 до 2100 м над рівнем моря.